# Méchant Garçon (film)
Pour plus de détails, voir Fiche technique et Distribution.
Méchant Garçon est un film français réalisé par Charles Gassot et sorti en 1992.

## Synopsis
Un adolescent tue involontairement une jeune fille. Sa mère, très protectrice, décide de le cacher sous l'escalier. Lorsqu'elle meurt peu de temps après, une nouvelle famille vient s'installer chez lui alors qu'il continue à vivre caché sous l'escalier de la maison.

## Fiche technique
- Titre : Méchant Garçon
- Réalisation : Charles Gassot
- Conseiller technique : Claude Miller
- Scénario : Charles Gassot et Catherine Foussadier, d'après le roman Méchant Garçon de Jack Vance[1]
- Photographie : Jean-Jacques Bouhon
- Décors : Frédéric Duru
- Son : Jean Umansky
- Montage : Luc Barnier
- Musique : Elmer Food Beat
- Sociétés de production : FR3 - La Générale d'images - Téléma
- Pays de production :  France
- Genre : thriller
- Durée : 95 minutes
- Date de sortie : 
  - France : 11 mars 1992

## Distribution
- Catherine Hiegel
- Joachim Lombard
- Donald Sumpter
- Patty Hannock
- Geraldine Alexander
- Juliette Caton
- Olivier Pajot
- Patrick Bouchitey